# Aphytoceros hollandiae
Aphytoceros hollandiae är en fjärilsart som beskrevs av Munroe 1968. Aphytoceros hollandiae ingår i släktet Aphytoceros och familjen Crambidae. Inga underarter finns listade i Catalogue of Life.